# Tejime

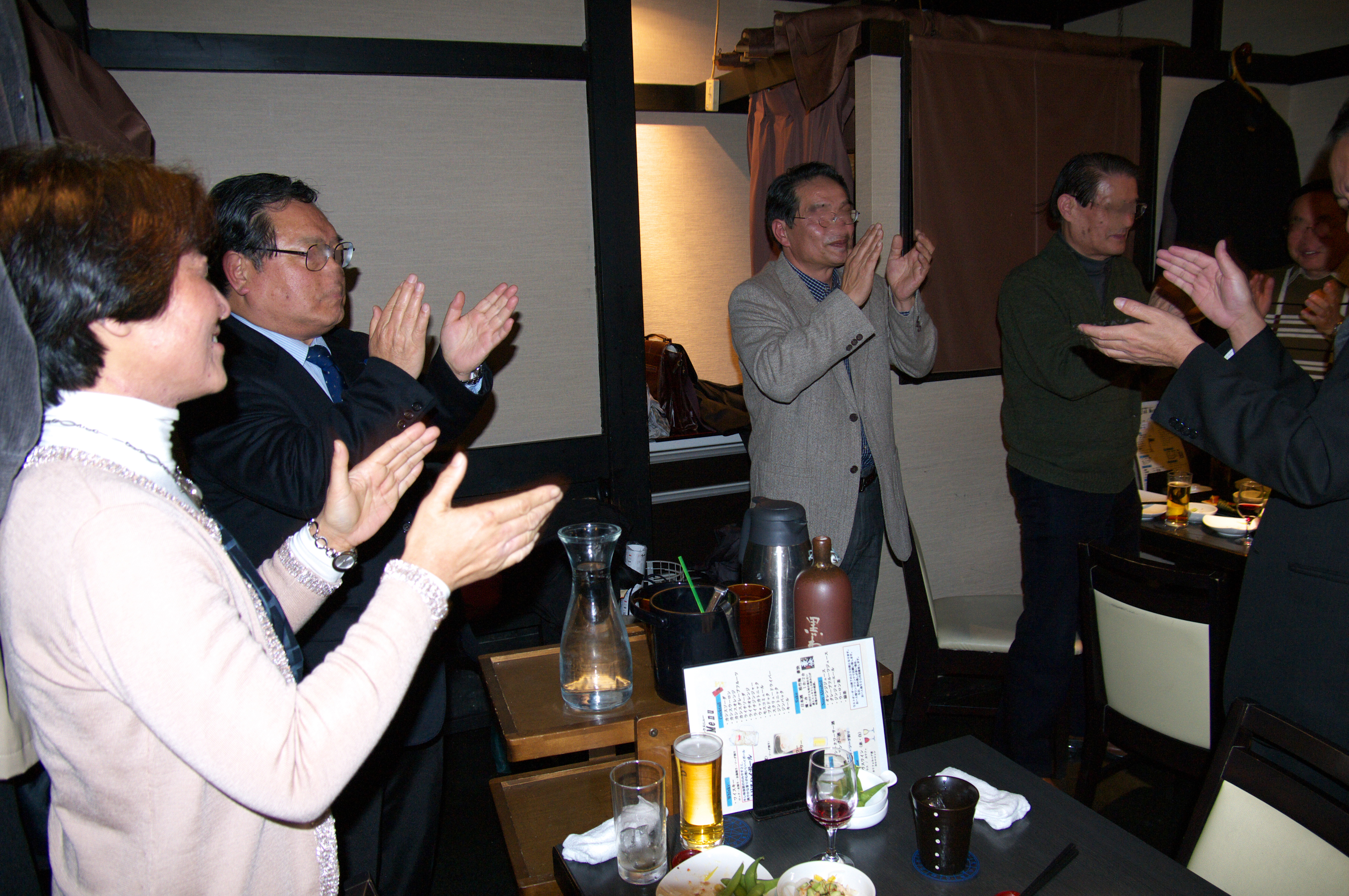
Tejime

Tejime [tɛˈd͡ʒi.me] (Japans: 手締め) is een kort ceremonieel, gezamenlijk en ritmisch gesynchroniseerd applaus om de voltooiing van een project; het sluiten van een belangrijke zakenovereenkomst; of het einde van een feest, evenement of festival te vieren in Japan. Het applaus wordt doorgaans ingeleid door de hoogste in rang van het gezelschap, deze verzoekt de aanwezigen allemaal deel te nemen aan de tejime als afsluiter. De tejime wordt vaak opgevolgd door een regulier applaus.
De tejime begint doordat de hoogste in rang hiertoe oproept. Doorgaans met het verzoek: Ote wo haishaku (Japans: お手を拝借) (leen [me uw] handen). Hierna roepen de deelnemers: "iyō'o" (イヨーオ), "yo" (ヨッ) of "mō itchō" (もう一丁) om te kunnen synchroniseren.

## Naam
Het woord tejime is de romaji-transliteratie van de kanji en hiragana 手締め. Het is een samenstelling van het zelfstandig naamwoord 手 [te] "hand" in de kun-lezing en het werkwoord 締め [shime] "klappen", eveneens in de kun-lezing. Tejime betekent letterlijk: "handklappen".

## Stijlen

### Itchōjime - Eenklap
De stijl itchōjime (Japans: 一丁締め) betekent letterlijk: eenklap, het is informeel en wordt gebruikt wanneer men verkeert onder vrienden en bekenden. Deze stijl wordt uitgevoerd met één enkele klap.

### Ipponjime - Eenklap
De stijl Ipponjime (Japans: 一本締め) betekent letterlijk: eenklap, het is een stijl die stamt uit de Edoperiode en wordt vaker gebruikt in semi-informele situaties, zoals: nomikai. Deze stijl wordt uitgevoerd met drie sets van drie klappen gevolgd door één enkele klap. (3-3-3-1). De laatste enkele klap is waarschijnlijk de reden voor de naam.

### Sanbonjime - Drieklap
De stijl Sanbonjime (Japans: 三本締め), betekent letterlijk: drieklap, het is een stijl die stamt uit de Edoperiode en wordt gebruikt in formele situaties. Deze stijl wordt uitgevoerd door de Ipponjime-stijl drie keer te herhalen. (3-3-3-1 3-3-3-1 3-3-3-1).

### Ōsakajime - Osakaklap
De stijl Ōsakajime (Japans: 大阪締め), betekent letterlijk Osakaklap, het is een stijl afkomstig uit Osaka. Deze stijl wordt uitgevoerd in twee sets van twee klappen en dan één set van twee klappen gevolgd door één enkele klap. (2-2 2-1).

### Hakata te ippon - Fukuokahandklap
De stijl Hakata te ippon (Japans: 博多手一本) betekent letterlijk "Fukuokahandklap"; het is een stijl uit Fukuoka. Deze stijl wordt uitgevoerd in twee sets van twee klappen en één set van drie klappen (2-2-3).